# Бовдуй, Виталий Михайлович
Виталий Михайлович Бовдуй (30 июля 1939 — 20 июня 1972) — советский хоккеист, защитник, тренер.

## Биография
Воспитанник свердловского «Спартака». В сезонах 1959/60 — 1960/61 играл в классе «А» за «Спартак» Омск, выступал за омские команды «Буревестник» (1961/62), «Труд» (1962/63). В сезонах 1963/64 — 1967/68 — в «Южном Урале» Орск, затем — старший тренер команды. Считается «конструктором орского хоккея», среди учеников — Валерий Костин, Александр Усачёв, Александр Косянов, Виктор Старков, Евгений Марчук, Юрий Алёшин.
Трагически погиб 20 июня 1972 года в возрасте 32 лет.
5 ноября 2012 года под свод орского Дворца спорта «Юбилейный» был поднялся макет игрового свитера Бовдуя с № 2.